# Enrique Rajoy Leloup
Enrique Rajoy Leloup   (Santiago de Compostel·la, 27 de març de 1882 - Santiago de Compostel·la, 23 de març de 1966) va ser un jurista i professor universitari espanyol.

## Biografia
Va néixer a Santiago de Compostel·la, però estava vinculat a Pontevedra per la seva família paterna. Sent molt jove, va servir com a oficial de l'Ajuntament de Conxo i posteriorment com a secretari. Es va llicenciar en Dret per la Universitat de Santiago de Compostel·la el 1910 i es va incorporar al col·legi d'advocats. Va ser regidor de Santiago de Compostel·la, sent triat el 1931, en el si de la coalició monàrquica, i professor de Dret Civil a la Universitat de Santiago de Compostel·la. Republicà i galleguista, va formar part de la Comissió redactora del Projecte d'Estatut d'Autonomia de Galícia de 1936, durant la II República espanyola, juntament amb Alexandre Volta. El 19 d'abril de 1932 va proposar al Consistori santiagués que prengués la iniciativa per conferir estatus legal a la constitució com a autonomia de Galícia, que s'havia demorat, doncs a Catalunya i a Vascongadas ja s'havien iniciat. Rajoy va manifestar:
| « | "L'assumpte és, però, d'una transcendència enorme per al futur de la Regió, i resulta depressiva i suïcida la impassibilitat davant seu". | » |

Iniciat el procediment, el consistori va constituir una comissió d'organització, de la qual Rajoy va ser secretari. Aquesta comissió va convocar una assemblea preparadora pel 3 de juliol de 1932, a la qual van assistir associacions, partits polítics i personalitats polítiques i culturals gallegues. Rajoy va ser nomenat secretari de la Mesa definitiva. L'assemblea va acordar concedir a la Mesa un vot de confiança per nomenar els deu membres d'una comissió que s'encarregaria d'elaborar un projecte d'Estatut d'Autonomia. La proposició es va aprovar, sent aclamada, i en la mateixa es trobava Rajoy. Així mateix, es va acordar que la Comissió Organitzadora del Consistori redactés el Reglament de l'Assemblea Regional d'Ajuntaments, que es va aprovar l'1 de novembre de 1932. En l'acte en què es va constituir la Comissió Redactora de l'Estatut, 3 de juliol de 1932, els membres de la mateixa van designar a Rajoy perquè fos el seu secretari.
En triomfar a Galícia el cop d'estat de 1936 contra la II República espanyola, va ser represaliat i privat de la seva Càtedra Universitària a Santiago de Compostel·la. El 1952 se li va permetre tornar al càrrec, que havia ocupat amb anterioritat a 1936, de Degà del Col·legi d'Advocats.
Un dels seus nets és Mariano Rajoy, president del govern espanyol des del 21 de desembre de 2011 fins l'1 de juny de 2018.